# Detlef Thorith
Detlef Thorith (Koszalin, Polonia, 27 de septiembre de 1942) fue un atleta alemán de origen polaco especializado en la prueba de lanzamiento de disco, en la que consiguió ser campeón europeo en 1966.

## Carrera deportiva
En el Campeonato Europeo de Atletismo de 1966 ganó la medalla de oro en el lanzamiento de disco, llegando hasta los 57.42 metros que fue récord de los campeonatos, por delante de los también alemanes Hartmut Losch y Lothar Milde (bronce con 56.80 m).